# 가스펠 아워
《가스펠아워(Gospel Hour)》는 대한민국의 방송국 기독교방송의 라디오 채널 CBS JOY4U에서 월요일부터 토요일까지 오후 4시부터 6시까지 , 일요일(주일)은 오후 4시 5분부터 6시까지 방송중인 라디오 프로그램이다.
1989년 국내 최초의 CCM 프로그램으로 대중가수 하덕규가 DJ로 첫 방송을 시작하였으며 이후 "가스펠아워"라는 이름으로 다양한 크리스천 문화프로그램으로 방송되었다.
2005년 9월 5일에 다시 부활하면서 국내 복음성가, 찬송가, CCM 전문프로그램으로 그 맥을 이어가고 있지만 2022년 3월 2일 JOY4U 채널로 옮겨 방송되고 있다. 
2015년 9월 14일 개국한 CBS의 인터넷 크리스천 음악 전문 채널인 CBS JOY4U에서도 청취가 가능하다.
CBS JOY4U에서 매일 오후 4시로 방송시간을 옮긴 이후에는 그동안 주일(일요일)에만 일부지역 CBS 표준FM을 통해 라디오로 동시 송출했지만 2024년 11월 4일부터 경남CBS 표준FM에서 매주 월요일부터 토요일까지 (익일 화요일부터 일요일까지) 새벽 2시부터 3시 55분까지 지난주 방송분을 재방송하고 있으며 , 경남지역에서만 유일하게 월요일부터 토요일까지 방송분을 라디오로 청취할 수 있다.
2025년 6월 22일 마지막 방송을 끝으로 20년만에 종영되었다.

## 역대 방송시간
| 방송 채널      | 방송 기간                         | 방송 시간                                         |
| -------------- | --------------------------------- | ------------------------------------------------- |
| CBS 표준FM     | 2005년 9월 5일 ~ 2006년 12월 31일 | 매일 밤 10:05 ~ 밤 11:00                          |
| CBS 표준FM     | 2007년 1월 1일 ~ 2007년 9월 1일   | 매일 밤 11:05 ~ 밤 11:55                          |
| CBS 표준FM     | 2007년 9월 3일 ~ 2008년 5월 11일  | 매일 밤 11:10 ~ 밤 12:00                          |
| CBS 표준FM     | 2008년 5월 12일 ~ 2010년 5월 9일  | 매일 밤 10:10 ~ 밤 12:00                          |
| CBS 표준FM     | 2010년 5월 10일 ~ 2020년 3월 22일 | 매일 밤 10:05 ~ 밤 12:00                          |
| CBS 표준FM     | 2020년 3월 23일 ~ 2022년 3월 1일  | 평일 밤 10:05 ~ 밤 12:00 주말 밤 10:00 ~ 밤 12:00 |
| CBS JOY4U      | 2022년 3월 2일 ~ 2025년 6월 22일  | 월~토 오후 4:00 ~ 6:00 주일 오후 4:05~6:00        |
| 경남CBS 표준FM | 2024년 11월 4일 ~ 2025년 6월 28일 | 월~토 (익일 화~일) 새벽 2:00~3:55                 |

## 역대 가스펠아워 DJ
- 가수 하덕규 (1989년~1995년)
- 목사 장빈
- 아나운서 김용신(2005년 ~ 2006년)
- 아나운서 김은영(2006년 ~ 2008년 5월 11일) (1차)
- 찬양사역자 박종호(2008년 5월 12일 ~ 2010년 5월 9일)
- 찬양사역자 최인혁(2010년 5월 10일 ~ 2012년 5월 20일)
- 아나운서 김은영(2012년 5월 21일 ~ 2016년 1월 17일) (2차)
- 아나운서 최정원 (2016년 1월 18일 ~ 2017년 4월 30일)
- 아나운서 백원경 (2017년 5월 1일 ~ 2019년 3월 3일) (1차)
- 아나운서 서연미 (2019년 3월 4일 ~ 2019년 6월 2일)
- 아나운서 백원경 (2019년 6월 3일 ~ 2019년 12월 1일) (2차)
- 아나운서 채선아 (2019년 12월 2일 ~ 2020년 5월 10일)
- 아나운서 백원경 (2020년 5월 11일 ~ 2021년 11월 7일) (3차)
- 아나운서 김은영 (2021년 11월 8일 ~ 2023년 4월 23일) (3차)
- 아나운서 장주희 (2023년 4월 24일 ~ 2025년 6월 22일)

## 코너
- 사연과 신청곡 - 모바일(#7997), 레인보우라디오(표준FM)로 접수된 청취자의 사연과 신청곡을 매일 방송해드립니다.
- 다시 찾은 가스펠 - 매일 기억 속에 잊혀져 있던 보석 같은 찬양, 매일 들어도 다시 듣고 싶은 음악, 숨겨진 스토리가 있는 노래를 찾아 다시 들어보는 시간입니다.
- 가스펠초대석 - 매주 수요일, CCM계에서 활동하는 사역자, 가수, 팀을 모시고 그들이 만난 하나님, 그들의 음악, 삶에 대한 이야기를 나누고 그들의 음악을 들어봅니다.
- 가스펠북카페 - 매주 토요일, 필름포럼 성현 목사와 함께 좋은 신앙서적을 소개받고 내용을 나누는 시간입니다.
- 한주의 QT - 매주 주일, 믿음의 글들을 찾아 함께 나누는 시간입니다.

## 같이 보기
- CBS JOY4U

| CBS JOY4U          |                                                                         |                  |
| 이전               | 장주희의 가스펠 아워                                                    | 다음             |
| 찬양하라 내 영혼아 | 장주희의 가스펠 아워                                                    | 당신을 향한 노래 |
| 오후 2시 ~ 4시     | 월요일~토요일 오후 4시 ~ 오후 6시, 일요일(주일) 오후 4시 5분 ~ 오후 6시 | 저녁 6시 ~ 8시   |
|                    | 일요일(주일) 오후 4시 5분 메세지 일요일(주일) 오후 5시 크리스천 칼럼    |                  |

| 경남CBS 표준FM 월요일~토요일 (익일 화요일~일요일) 프로그램 |                               |                                                                          |
| 이전                                                       | 장주희의 가스펠 아워 (재방송) | 다음                                                                     |
| 찬송의 향기                                                | 장주희의 가스펠 아워 (재방송) | 새아침입니다                                                             |
| 새벽 1시 53분 ~ 새벽 2시                                   | 새벽 2시 ~ 새벽 3시 55분      | 월요일~토요일 새벽 4시 ~ 새벽 4시 56분, 일요일(주일) 새벽 4시 ~ 새벽 5시 |
|                                                            |                               |                                                                          |

| 강원CBS 표준FM 일요일 프로그램 |                         |                     |
| 이전                           | 장주희의 가스펠 아워    | 다음                |
| 김은영의 축복송 (JOY4U)        | 장주희의 가스펠 아워    | 주말엔 CBS          |
| 오후 2시 5분 ~ 오후 4시        | 오후 4시 5분 ~ 저녁 6시 | 저녁 6시 ~ 저녁 8시 |
| 정시 CBS 노컷뉴스              | 정시 CBS 노컷뉴스       |                     |

| 대구CBS 표준FM 일요일 프로그램 |                         |                     |
| 이전                           | 장주희의 가스펠 아워    | 다음                |
| 김은영의 축복송 (JOY4U)        | 장주희의 가스펠 아워    | 주말엔 CBS          |
| 오후 2시 5분 ~ 오후 4시        | 오후 4시 5분 ~ 저녁 6시 | 저녁 6시 ~ 저녁 8시 |
| 정시 CBS 노컷뉴스              | 정시 CBS 노컷뉴스       |                     |